# 嘉善县
嘉善县是中国浙江省东北部的一个县，隸屬嘉兴市管轄，地处太湖流域杭嘉湖平原，位于苏浙沪三省市交汇处。縣人民政府駐人民大道126号。区域总面积为506.88平方公里。

## 地名由来
清光绪《嘉善县志》卷1：“因旧有迁善六乡，俗尚敦庞，少犯宪辟，故曰嘉善。”

## 历史
嘉善县历史悠久，明宣德四年（1429年）三月，巡抚、大理寺卿胡概巡视江南后，以地广赋繁奏请划增县，翌年（1430年）三月二十八日敕分嘉兴县东北境之迁善、永安、奉贤三个乡和胥山、思贤、麟瑞三乡之部分置嘉善县，定治魏塘，隶嘉兴府。“因旧有迁善六乡俗尚敦庞，少犯宪辟，故曰嘉善”。清循明制，咸丰十年（1860年）至同治二年（1863年），太平天国曾在境内建立地方政权。 
民国元年（1912年）废府，嘉善属钱塘道。民国16年（1927年），直属省辖。民国21年（1932年）全省设12个县政督察区，嘉善属第二县政督察区，民國22年（1933年）改称第二区。民国26年（1937年）11月被日军侵占。民国28年（1939年）成立浙西行署，次年（1940年）改为第十区，嘉善隶属浙西行署第十行政督察区。民国37年（1948年）4月，属第一行政督察区管辖。民國38年（1949年）5月11日，嘉善被中國共產黨控制，隶属浙江省第一专员公署，11月改属嘉兴专署。1958年11月21日嘉善县建制撤销，并入嘉兴县。1961年4月9日恢复县置。1983年8月，实行市辖县制，嘉善县隶属嘉兴市。
2013年2月28日，《浙江嘉善县域科学发展示范点建设方案》经国务院同意、由国家发改委正式批复实施。

## 地理
境内一马平川，属典型的江南水乡。

## 行政区划
嘉善县下辖3个街道办事处、6个镇：
罗星街道、魏塘街道、惠民街道、大云镇、西塘镇、干窑镇、陶庄镇、天凝镇和姚庄镇。

## 人口
2022年11月末，嘉善縣户籍人口422164人，比上年同期增加4792人。其中：男性203766人，女性218398人，人口性別比為93 （以女性為100）。全縣户籍人口出生率為5.42‰，人口死亡率為7.51‰，人口自然增長率為-2.1‰。全年遷入人口7270人，遷出人口1598人，人口機械增長率13.5‰。

## 经济
嘉善县经济发达，为全国最具实力的县市之一，2016年GDP总量457亿元。2018年GDP总量582.60亿元。2019嘉善全县生产总值626.81亿元。有“银嘉善”之称。
2013年4月，嘉善县成为浙江省第二批金融创新示范县。2014年5月，嘉善高铁产业新城正式开工奠基，主要由智慧产业园、城市商业综合体和五星级度假酒店组成，配套建设城市科技馆、城市大剧院等设施。目前，华夏幸福嘉善孔雀城大约建设了20期房地产开发项目，嘉善高铁新城已颇具规模。
县城经济区域主要有经济开发区和归谷园区。经济开发区著名企业有晋亿公司、梦天木门、TATA木门、索菲亚全屋定制。西塘镇经济以旅游产业为主。陶庄镇经济以废旧钢铁产业为主。
农业方面，姚庄黄桃较为出名。

## 教育
嘉善县有三所高中，分别为嘉善高级中学、嘉善第二高级中学和嘉善中学。两所职业学校，嘉善县中等专业学校和嘉善信息技术工程学校。县城内著名初中有嘉善县第一中学、嘉善县第四中学和嘉善县实验中学。小学方面，著名的则有嘉善县实验小学和嘉善县第二实验小学。
近年来，嘉善大力引进上海优质学校，已经开办上海师范大学附属嘉善实验学校，已经确定开办上海大学附属嘉善实验学校和上海理工大学附属嘉善实验学校。
此外，嘉善县还有一所大学，上海杉达学院嘉善光彪学院。

## 医疗
嘉善县第一人民医院是境内最大综合医院，嘉善县中医院是最大中医院。嘉善县第二人民医院位于西塘镇。
嘉善县妇幼保健院于2019年奠基。

## 旅游
县城内建有孙道临电影艺术馆和吴镇书画院。
西塘古镇位于嘉善县城北10公里处，是国家5A级旅游景区。
其他景区包括歌斐颂巧克力小镇、大云云澜湾温泉、陶庄汾湖。

## 交通

### 公路
- 沪昆高速，上海至昆明。
- 杭州湾环线高速，上海至宁波。
- 申嘉湖高速，上海浦东国际机场至湖州。
- 亭枫高速，上海绕城高速新农立交至枫泾。
- 常嘉高速，常熟至嘉兴，已经通车。[8]
- 320国道，上海至昆明。

另外，通过嘉善大道（嘉兴市广益路）、嘉兴嘉善第三通道和嘉兴主城区相连。

### 铁路
- 沪昆铁路，境内设有嘉善站。
- 沪昆客运专线，境内设有嘉善南站。
- 通苏嘉甬铁路，正在建设中，境内设有嘉兴北站。
- 沪嘉城际铁路，正在建设中，境内设有归谷站、嘉善站、枫南站。
- 示范区轨道交通1号线（又称沪嘉平城际、沪苏嘉城际铁路），起自嘉善火车站，终于上海轨道交通17号线。预计境内设站为嘉善火车站、中新现代产业园、西塘祥符荡。有规划图显示将通往嘉善南站甚至进一步通往平湖市，在西塘通过嘉兴轨道交通通往嘉兴城区（经过干窑站和嘉兴北站）。

### 水路
- 杭申线，杭州至上海,嘉善境内由三店塘，石井塘，芦墟塘，红旗塘构成[9]
- 湖嘉申线，湖州经嘉兴至上海,嘉善境内也是由红旗塘构成[10]
- 长湖申线，长兴至上海，嘉善境内主要由太浦河构成

## 友好城市
- 湖南省凤凰县
- 西藏自治区那曲县
- 美国摩瑞斯市（英语：Morris, Illinois），2006年4月结为友好城市。[11]
- 黑龙江省海林市，2007年4月结为友好城市。[12]
- 四川省华蓥市，2009年12月结为友好城市。[13]
- 立陶宛考纳斯市，2014年6月签署友好合作备忘录。[14]